# 克羅斯河大猩猩
克羅斯河大猩猩（Gorilla gorilla diehli）是西部大猩猩的亞種，分佈在尼日利亞及喀麥隆的熱帶雨林。相對於較著名的西部低地大猩猩，克羅斯河大猩猩是所有大猩猩中，甚至靈長目中，最為瀕危。
克羅斯河大猩猩與西部低地大猩猩在頭顱骨及牙齒上有分別，此外在四個大猩猩亞種中，克羅斯河大猩猩的頭與肩部有更明顯的栗紅色毛髮。
野生克羅斯河大猩猩的數量估計只餘250-300頭，分佈於9-11個族群中。最接近牠們的西部低地大猩猩族群位於250公里以外。由於失去棲息地及被獵殺為叢林肉，故牠們的數量嚴重減少。

## 外部連結
- ARKive - images and movies of the western gorilla (Gorilla gorilla)
- Information on the Cross River Gorilla from the WWF
- Science Daily - World's Most Endangered Gorilla Fights Back （页面存档备份，存于）
- Damn Dirty Apes! Gorillas Use Weapons vs. Humans （页面存档备份，存于）